# Wasserturm Hamburg-Rothenburgsort

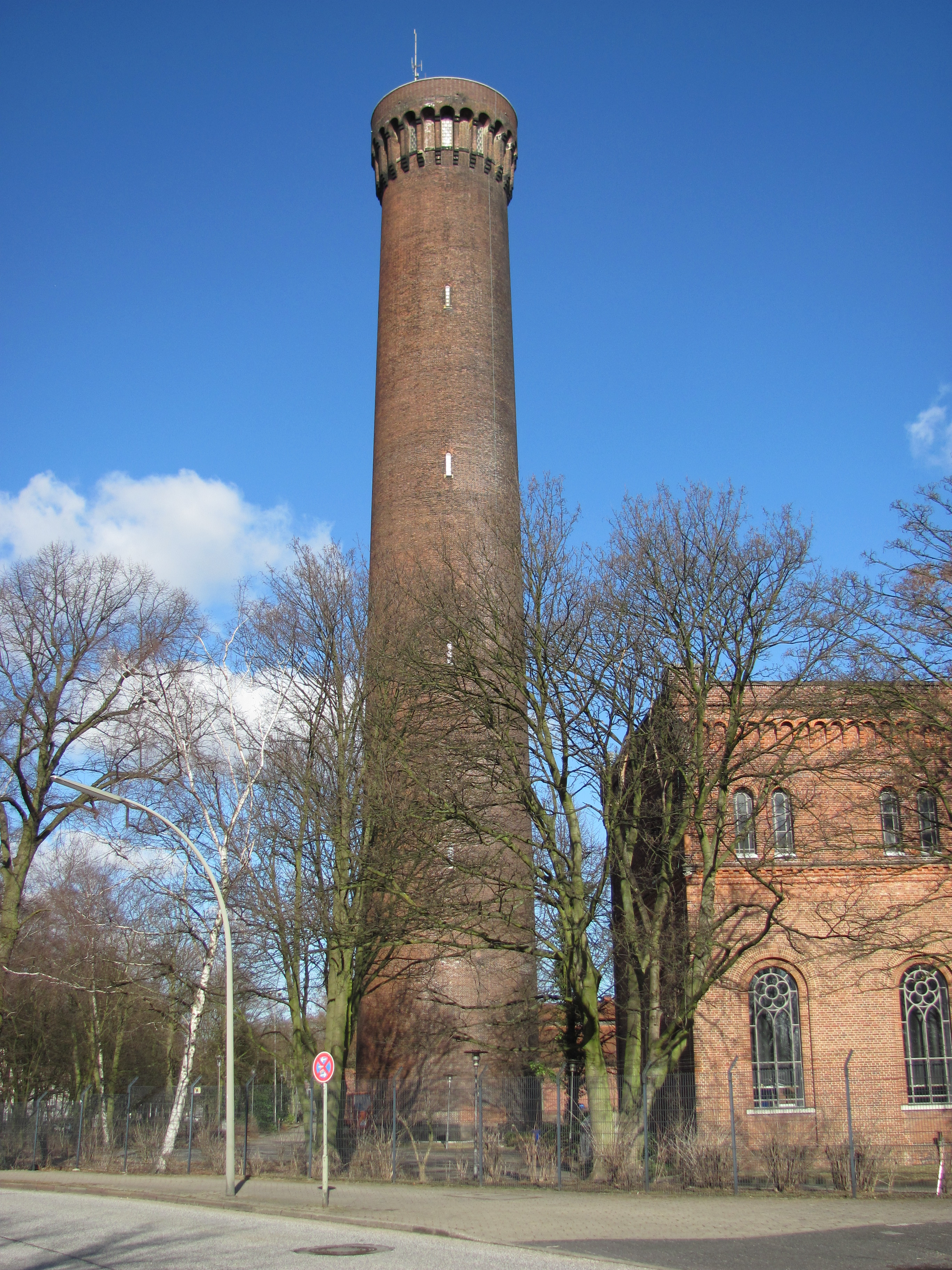
Wasserturm in Rothenburgsort

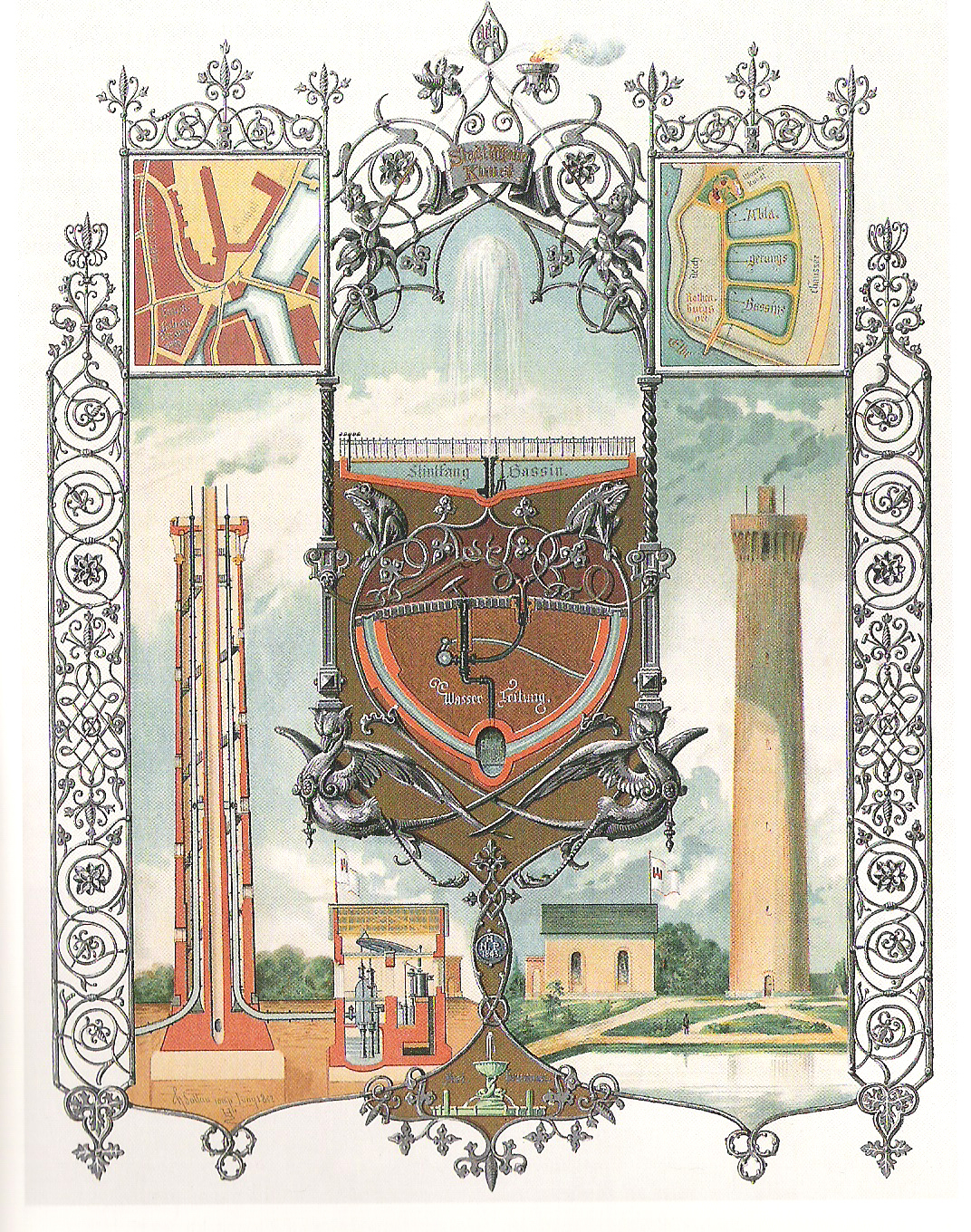
Historische Darstellung des Aufbaues und der Wirkungsweise des Turmes von Hermann Wilhelm Soltau

Der Wasserturm in Rothenburgsort wurde im Jahre 1848 nach Plänen von Alexis de Chateauneuf (1799–1853) entworfen und vom Ingenieur William Lindley (1808–1900) erbaut.
Der 64 Meter hohe Turm wurde für die Stadtwasserkunst errichtet. Er ist kein Bauwerk für einen Hochbehälter, wie die meisten Wassertürme, sondern diente der Druckregulierung nach dem Prinzip der kommunizierenden Röhren mit einer Steige- und einer Fallleitung. Die Verteilung des Wassers erfolgte mittels dampfbetriebener Pumpen. Damit die Leitungen im Winter nicht einfroren, wurden die Abgase des Pumphauses über einen Schornstein im Inneren des Turmes abgeleitet. Der Turm wurde 1903 außer Dienst gestellt. 2024 wurden 2,65 Millionen Euro in die Instandsetzung investiert. Das Bauwerk steht unter Denkmalschutz. Der Wasserturm ist heute das Wahrzeichen des Stadtteils. Das Gelände rund um den Turm wird von den Hamburger Wasserwerken als Museum (das Wasserforum) und als Zentrale der Wasserwerke genutzt.